# لروی سامز
لروی سامز (انگلیسی: LeRoy Samse; ۱۳ سپتامبر ۱۸۸۳ – ۱ مهٔ ۱۹۵۶) ورزشکار دو و میدانی اهل ایالات متحده آمریکا بود.